# Chris Leeuwenburgh
Chris Leeuwenburgh (4 oktober 1962) is een voormalige Nederlandse atleet, die was gespecialiseerd in het polsstokhoogspringen. Hij werd vijfmaal Nederlands kampioen op deze discipline en verbrak meerdere malen het Nederlands record. Zijn laatste record dateert uit 1986 met een hoogte van 5,50 m. Dit record bleef acht jaar staan, totdat het werd geëvenaard door Christian Tamminga, waarna deze het uiteindelijk in 1995 verbrak en naar 5,51 tilde.

## Loopbaan
Leeuwenburgh was ook een sterke sprinter, getuige de zilveren medaille die hij behaalde op de 100 m van de Nederlandse kampioenschappen in 1986. Hij finishte in 10,65 s achter de Nederlandse kampioen van dat jaar Achmed de Kom in 10,49.
Leeuwenburgh moest wegens een chronische enkelblessure op relatief jeugdige leeftijd met de topsport stoppen. Hij was aangesloten bij de atletiekverenigingen HAAG Atletiek en Sparta.
In 1995 promoveerde hij aan de Universiteit van Illinois te Urbana-Champaign door zijn biochemieonderzoek naar het reguleren van glutathion.
Momenteel is Chris Leeuwenburgh professor in de biochemie aan de universiteit van Florida in Gainesville en geeft als vrijwilliger polsstokhoogtraining aan de vrouwen van dezelfde universiteit. Op 4 juli 2003 kon hij de verleiding niet weerstaan en deed tijdens een bezoek aan Nederland opnieuw mee aan het Nederlands kampioenschap. Met een sprong van 4,60 behaalde hij in Amsterdam een vijfde plaats. De 40-jarige atleet was tevreden na zijn optreden, die met name van dichtbij wilde zien hoe Rens Blom, Christian Tamminga en Laurens Looije zich manifesteerden. Na afloop verheugde hij de polsstokhoogspringers te spreken die hij traint op de universiteit: "Zij wilden graag dat ik meedeed aan de NK. Nou, het is niet tegengevallen. Vijfde in een land met 15 miljoen inwoners, daarmee kan ik bij ze aankomen.".

## Nederlandse kampioenschappen
Outdoor
| Onderdeel            | Jaar             |
| -------------------- | ---------------- |
| polsstokhoogspringen | 1984, 1986, 1990 |

Indoor
| Onderdeel            | Jaar       |
| -------------------- | ---------- |
| polsstokhoogspringen | 1982, 1983 |

## Persoonlijk records
Outdoor
| Onderdeel            | Prestatie      | Datum            | Plaats  |
| -------------------- | -------------- | ---------------- | ------- |
| 100 m                | 10,58 s        | 23 maart 1986    | Tempe   |
| polsstokhoogspringen | 5,50 m (ex-NR) | 15 augustus 1986 | Hechtel |

Indoor
| Onderdeel            | Prestatie      | Datum         | Plaats        |
| -------------------- | -------------- | ------------- | ------------- |
| polsstokhoogspringen | 5,38 m (ex-NR) | 14 maart 1986 | Oklahoma City |